# Temptation Box
Temptation Box (estilizado: TEMPTATION BOX) é o segundo álbum de estúdio da banda japonesa Scandal. O álbum foi lançado no dia 11 de agosto de 2010, e alcançou a 3ª posição na parada semanal da Oricon, ficando por 13 semanas.

## Lista de faixas
| N.º | Título                                                                                                 | Composição, Arranjo                             | Duração |  |
| 1.  | "Everybody Say Yeah"                                                                                   | Tomohiro Okubo, Keita Kawaguchi                 | 3:43    |  |
| 2.  | "Taiyou to Kimi ga Egaku Story" (japonês: 太陽と君が描くStory; inglês: The Story You and the Sun Drew) | Hidenori Tanaka, Takeshi Fujii, Keita Kawaguchi | 3:57    |  |
| 3.  | "Shunkan Sentimental" (japonês: 瞬間センチメンタル; inglês: Sentimental Moment)                        | Yuichi Tajika, Keita Kawaguchi                  | 3:44    |  |
| 4.  | "Houkago 1H" (japonês: 放課後1H; inglês: 1H(our) After School)                                         | Microman                                        | 4:01    |  |
| 5.  | "Namida no Regret" (japonês: 涙のリグレット; inglês: Tears of Regret)                                  | Miki Watanabe                                   | 5:12    |  |
| 6.  | "Hi-Hi-Hi"                                                                                             | Yuichi Tajika, Keita Kawaguchi                  | 3:13    |  |
| 7.  | "Shoujo M" (japonês: 少女M; inglês: Minority Girl)                                                     | Yuichi Tajika, Keita Kawaguchi                  | 3:55    |  |
| 8.  | "Girlism"                                                                                              | Tomohiro Okubo                                  | 2:52    |  |
| 9.  | "Playboy Part II" (japonês: プレイボーイ Part II)                                                      | Tadashi Tsukida, Keita Kawaguchi                | 4:20    |  |
| 10. | "Hello! Hello!"                                                                                        | Hidenori Tanaka, Keita Kawaguchi                | 4:28    |  |
| 11. | "Aitai" (japonês: 会いたい; inglês: I Want to See You)                                                 | Tomohiro Okubo                                  | 5:02    |  |
| 12. | "Sayonara My Friend" (japonês: さよなら My Friend; inglês: Goodbye My Friend)                          | Hiroshi Inui,Keita Kawaguchi                    | 4:30    |  |

| DVD |                                                         |         |  |
| N.º | Título                                                  | Duração |  |
| 1.  | "Shunkan Sakura Zensen Tour (2010 Spring) Digest Movie" |         |  |
| 2.  | "Scandal Summit Vol. 1-2 Highlights"                    |         |  |